# Свети Николай (Невеска)
„Свети Николай“ (на гръцки: Αγίου Νικολάου) е възрожденска православна църква, разположена в село Невеска, днес Нимфео, Костурско, Гърция.
Църквата е построена в 1867 година върху по-стар и по-малък храм при управлението на митрополит Никифор I Костурски. Ктитор е Михалис (Михас) Цирлис. Изписан е по-късно с ктиторството на тютюневия търговец Жан Нику. В архитектурно отношение е голяма петкорабна базилика с дървен покрив, покрита с керемиди, и е прекрасен пример за македонска архитектура от XIX век. Храмът пострадва в 1878 година, при потушаването на Илинденското въстание в 1903 година и по време на окупацията през Втората световна война в 1943 година. Почти унищожен по време на Гръцката гражданска война през април 1947 година, храмът е възстановен в 1951 година. В 2002 година е цялостно възстановен с 2 милиона долара, дарени от банкера Николаос Сосидис, син на Джон Сосидис от Невеска.